# Pierre-Alexandre-Laurent Forfait
Pierre-Alexandre-Laurent Forfait, né le 21 avril 1752 à Rouen où il est mort le 8 novembre 1807, est un ingénieur-hydrographe et homme politique français.

## Biographie
Pierre-Alexandre-Laurent Forfait fait de brillantes études au collège de Rouen où il remporte les prix de mathématiques et d’hydrographie. Il est admis, âgé d’à peine vingt ans, dans le génie de la marine, à la faveur d’une exception, ce corps n’admettant alors que des membres de la noblesse.
Envoyé à Brest en 1773, il y est ingénieur des constructions navales jusqu’en 1783, date à laquelle il occupe les mêmes fonctions à Cadix avec le comte d'Estaing. Rappelé en France lorsque le gouvernement prend la décision de d’établir pour ses colonies une navigation régulier au moyen de paquebots devant porter des marchandises et un grand nombre de passagers, il trouve la solution du problème en construisant des bâtiments qui remplissent parfaitement le but qu’on s’est proposé. Les modèles de vaisseaux qu’il donne à cette occasion sont demeurés types.
À son retour, en 1791, il est élu jusqu’à 1792 député de Seine Inférieure à l’Assemblée législative et donne une grande impulsion à la construction navale. À la fin de la session de la Législative, il revient au Havre, reprendre le cours de ses travaux jusqu’au moment où la France conquit la Belgique et la Hollande. Envoyé dans ces deux pays afin d’en examiner les côtes, il détermine par ses conseils l’établissement d’un port militaire à Anvers.
En 1796, le Directoire le charge d’explorer le cours de la Seine depuis Le Havre jusqu’à Paris, dans le but de s’assurer de la possibilité de remonter avec des navires d’une certaine dimension, possibilité qu’il prouve en venant mouiller au bas du Pont Royal. Il consigne, dans un mémoire adressé à la commission de la Marine, tous les détails relatifs aux moyens employés pour abattre et relever la mâture en passant sous les ponts et fait connaître les améliorations proposées pour faciliter, à l’aide de ce fleuve l’approvisionnement de la capitale.
Appelé, en 1798 au ministère de la marine en qualité de commissaire, il prépare sous le consulat la flotte destinée à une descente en Angleterre. Après le 18 brumaire, Napoléon Bonaparte le nomme  ministre de la marine mais il démissionne en 1801. Remplacé par Decrès, il entre au Conseil d'État. Il est nommé successivement inspecteur de la flottille destinée à intervenir contre les Anglais, préfet maritime au Havre, à Gênes.
Il est membre de l’Institut, section mathématiques et physiques de l’Académie de marine et directeur du port du Havre. Il est fait commandant de la Légion d'honneur en 1801. 
Il a écrit également en latin et reçoit un prix en 1773 pour un mémoire écrit en cette langue sur le curage des fleuves et des canaux navigables. Son portrait en pied est placé dans la grande salle de l’hôtel de ville de Rouen.
Pour honorer son nom, la Marine impériale, puis Nationale après 1870 baptise Forfait un Aviso à vapeur, coulé en 1875 par abordage lors d'un exercice naval au large de la Corse par le croiseur Jeanne d'Arc (à éperon)

## Distinctions
- Commandeur de la Légion d'honneur

## Publications
- Traité élémentaire de la mâture des vaisseaux à l’usage des élèves de la marine, Paris, Clousier, 1788
- Observations sur l’établissement  des milices bourgeoises et de la milice nationale de l’année, 1789
- Opinion de Pierre Forfait sur l’affaire du Ministre de la marine, Paris, Imprimerie nationale, 1792
- Expériences faites, par ordre du gouvernement sur la navigation de la Seine, Paris, Imprimerie nationale, 1792
- Rapport sur la proposition d’armer trente vaisseaux fait au nom des Comités Diplomatique et de Marine, Paris, Imprimerie nationale, 1792
- Opinion sur le projet d'organisation de l'artillerie de la marine, Paris, Impr. nationale, 1792
- Lettres d'un observateur sur la marine, sur son organisation actuelle et sur la guerre continentale et maritime en général, Paris, Clousier, 1802
- Marine et colonies. Exercice de l’an VIII. Compte que rend aux consuls de la République le Cen P.-A.-L. Forfait des dépenses ordonnancées pour le service de son département pendant l’an VIII, Paris, Impr. de la République, an IX
- Solutio problematis ab Regia scientiarum et literarum academia Mantuana propositi ad annum MDCCLXXVI : Eum modum determinare, quo, minimo labore, & minima impensa, navigabiles alvei expediantur ex arenae, & terrae acervis, qui horum fundum altius evehunt, Mantuae, Typis H.A. Pazzoni, 1777

## Sources
La correspondance et les rapports des ministres de la Marine et des Colonies (dont Forfait, 1799-1801) au Secrétaire d’État sous Napoléon Ier sont conservées aux Archives nationales (France) 
- « Pierre-Alexandre-Laurent Forfait », dans Adolphe Robert et Gaston Cougny, Dictionnaire des parlementaires français, Edgar Bourloton, 1889-1891 [détail de l’édition]
- Théodore-Éloi Lebreton, Biographie rouennaise, Rouen, Le Brument, 1865
- Marine et colonies, compte que rend aux consuls de la République, le citoyen P. A. L. Forfait, des dépenses ordonnancées pour le service de son département pendant l’an VIII, Paris, Impr. de la République, an IX
- M. Le Carpentier, Mémoires de la Société d'émulation de Rouen, 1808